# Квир-теория

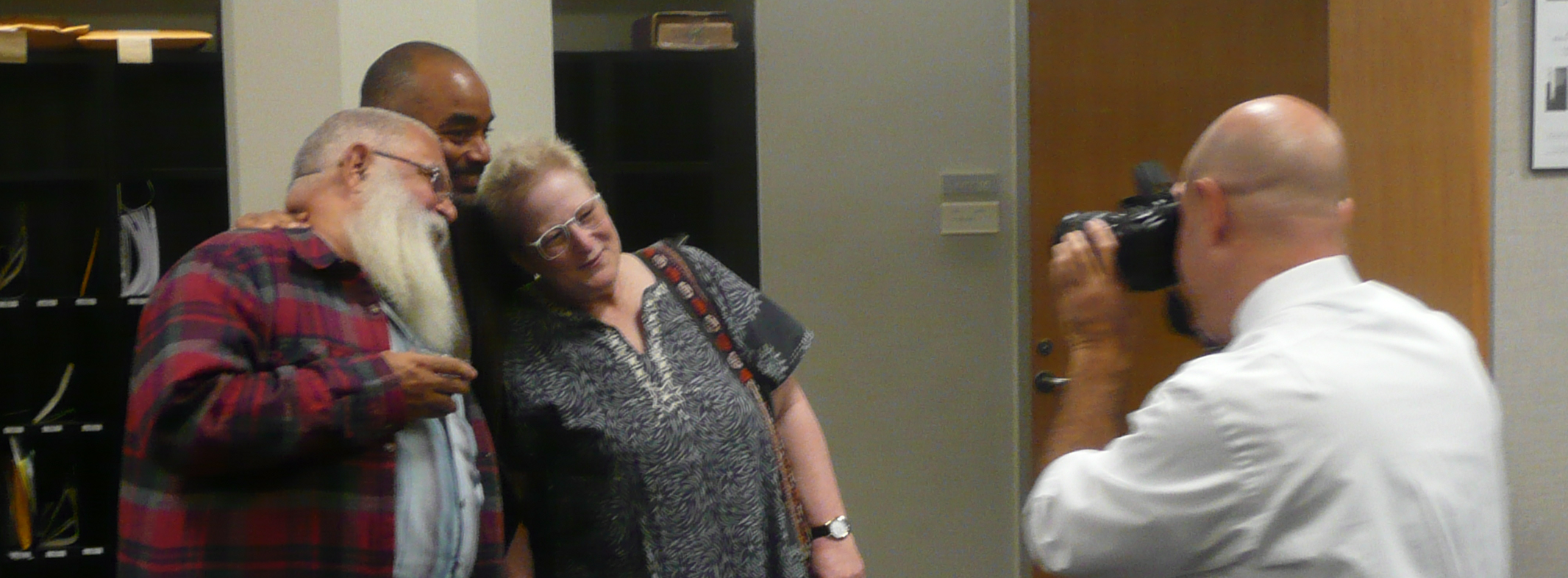
Квир-теоретики Сэмюэл Дилэни, Роберт Рейд-Фарр и Ив Кософски Седжвик

Квир-теория (англ. queer theory) — критическая социологическая теория о природе гендера, получившая распространение в конце XX века. Её сторонники полагают, что гендер и сексуальная ориентация индивида не только и не столько предопределяются его биологическим полом, сколько социокультурным окружением и условиями личного воспитания. Кроме того, в рамках квир-теории постулируется изменяемость идентичности, а не её ригидность.
Трудно дать чёткое определение объекту исследования квир-теории — квиру — так как одним из фундаментальных постулатов теории является отказ от рамок и определений.

## История возникновения
К теоретикам квир-канона, людям, заложившими фундамент квир-теории, относят Мишеля Фуко, Джудит Батлер, Еву Кософски Седжвик и других. Их книги — «История сексуальности», «Гендерное беспокойство», «Эпистемология чулана» — сформировали теорию перфомативности, идею о том, что идентичность не просто описывается языком, но и формируется им.  
В академических кругах термин квир-теория впервые был использован Терезой де Лауретис в 1990 году. Тереза де Лауретис признавалась, что использовала слово квир, имеющее негативные коннотации в английском языке, в качестве провокации. Она желала подорвать установившийся порядок рассмотрения мужской и женской гомосексуальности и предложить иной взгляд на эту область исследований.
Квир-теория «фокусируется на несоответствиях между биологическим полом, гендером и желаниями». Квир наиболее часто ассоциируется с бисексуалами, лесбиянками и геями, но аналитическая структура квир-теории также включает такие темы, как трансвестизм, трансгендерность, интерсекс, гендерную двусмысленность, хирургическую коррекцию пола, и пр. Дэвид Гальперин из Массачусетского технологического института определяет поле исследований квир-теории (т. н. квир) предельно широко — как всё, что не вписывается в общественную норму, в узаконенный трафарет, в господствующую в данный момент социальную систему.
Термин «квир-теория» был введён в 1990 году, причем Ева Кософски Седжвик, Джудит Батлер, Адриенна Рич и Диана Фусс (все они в значительной степени следуют работе Мишеля Фуко) были среди его основных сторонников. Аннамари Ягосе написала «Квир-теорию: введение» в 1996 году.
Существует долгая история критического и анархического мышления о сексуальных и гендерных отношениях во многих культурах. Джосайя Флинт стал одним из первых социологов, изучивших гомосексуальность. Совсем недавно, в конце 1970-х и 1980-х годов, социальные конструкционисты рассматривали сексуальный субъект как культурно зависимый, исторически специфический продукт.
До того, как родилась фраза «квир-теория», термин «квир-нация» появился на обложке ежеквартального журнального обзора лесбиянок/геев зимой 1991 года. В 1980-х и начале 1990-х годов произошел мини-гей-ренессанс, спровоцировавший ряд значительных вспышек ЛГБТ-политической и культурной деятельности. В этот период возникла квир-теория.
Тереза де Лаурис, Джудит Батлер и Ева Седжвик создали большую часть концептуальной базы для возникающей теоретической области в 1990-х гг., наряду с другими квир-теоретиками. Эти ученые задались вопросом, имеют ли люди с различной сексуальной ориентацией одни и те же политические цели, и считают ли представители сексуального меньшинства, что они могут быть представлены наряду с другими лицами с различными сексуальными ориентациями. Квир-теория все чаще применяется не только к современным проявлениям гендерной идентичности и сексуальной ориентации, но и к практикам и идентичностям в более ранние периоды времени. Например, при изучении культуры и литературы эпохи Ренессанса.

## Суть теории и сопутствующие учения
Главная цель квир-теории — найти объектив или инструмент для деконструкции существующих монолитных идеалов социальных норм и таксономий, а также выяснить, как эти нормы возникли и почему. Считается, что эти понятия и нормы являются жёсткими организующими категориями, которые недостаточно объясняют различные отношения, поведение или условия индивидуального опыта. Феминистская и квир-теория рассматриваются как более широкие и гибкие концепции, которые обеспечивают основу для изучения этих проблем. Квир — это зонтичный термин в том числе для описания тех, кто чувствует себя маргинализированным в результате стандартных социальных практик.

Также важно понимать, что квир-теория не сводится преимущественно к анализу противопоставления гетеросексуалов и гомосексуалов. Существует множество идентичностей, которые квир-теория не только признает и включает, но и анализирует другие способствующие факторы, такие как раса, класс, религия и т. д.
Квир — это продукт специфического культурного и теоретического давления, который все больше структурирует дебаты (как внутри, так и за пределами академической среды) по вопросам лесбийской и гомосексуальной идентичности. Но теперь, с развитием языка, важно понять, что термины «гей» и «лесбиянка» являются статичными. Неактуально рассматривать квир-теорию как побочное название для исследований геев и лесбиянок, когда эти две области имеют больше различий, чем пересечений.
Сексуальность не является основным предметом изучения квир-теории, однако, поскольку ее основа лежит в оценке и анализе того, что считается нормативным и ненормативным, сексуальность пересекается с базовыми аспектами квир-теории. Диапазон и серьёзность проблем, которые постоянно поднимаются квир-практикой, указывают на то, сколько работы ещё предстоит сделать. Поскольку логика сексуального порядка к настоящему времени так глубоко укоренилась в очень широком спектре социальных институтов и укоренилась в самих общепринятых представлениях о мире, квир-борьба направлена не только на терпимость или равный статус, но и на оспаривание и низвержение этих институтов и представлений.
Квир-теория исследует и оспаривает категоризацию пола и сексуальности. Если идентичности не фиксированы, они не могут быть классифицированы и помечены ярлыками, потому что идентичности состоят из многих различных компонентов. Категоризация по одной характеристике является неполной, и существует интервал между тем, что субъект «делает» (принятие роли) и тем, что субъект «есть» (самость). Эта оппозиция дестабилизирует категории идентичности, которые призваны идентифицировать «сексуальный субъект» и поместить индивидов в рамки одной ограничительной сексуальной ориентации.

## Проблемы идентификации
Квир-теория основана на гендере и сексуальности. Из-за этой ассоциации возникает дискуссия о том, является ли сексуальная ориентация естественной или существенной для человека или сексуальность является социальной конструкцией и подлежит изменению. Эссенциалистские феминистки полагали, что у гендера есть естественная природа. Из-за этой веры в естественную природу человека также логично предположить, что сексуальное предпочтение человека было бы естественным и существенным для его личности. Социальный конструктивизм — это концепция, которая предлагает реальности, которые мы производим и смыслы, которые мы создаем, как результат социального взаимодействия.
Наш мир является продуктом непрерывных «процессов предъявления претензий, маркировки и других определений». Более того, квир-теоретики выдвинули аргумент, что никакого сущностного «я» вообще не существует и что люди существуют не только как субъекты, но и как объекты социального мира. Таким образом, идентичность не рождается, а конструируется посредством повторяющихся перформативных действий, которые, в свою очередь, опираются на существующие социальные конструкции гендера. Анализируя и понимая способы, которыми гендер разделяется и исторически формируется, формирование гендера может происходить по-разному и за пределами социально-сконструированной бинарности, от которой зависит гетеросексуальность.
Квир-теория первоначально была связана с радикальной гей-политикой, которая приняла «квир» как ярлык идентичности, который указывал на сепаратистскую, не ассимиляционную политику. Квир-теория развилась из рассмотрения ограничений в традиционной политике обозначения идентичности и самоидентификации. В частности, квир-теоретики идентифицировали процессы консолидации или стабилизации вокруг некоторых других меток идентичности (например, геев и лесбиянок) и интерпретировали квир как противостояние этому. Квир-теория пытается поддержать критику больше, чем определить идентичность. Признавая неизбежное насилие политики идентичности и не имея никакого интереса к своей собственной идеологии, квир — это не столько идентичность, сколько критика идентичности. Однако она не в состоянии представить себя вне круга проблем, подпитываемых политикой идентичности.

## Интерсексуальность и роль биологии

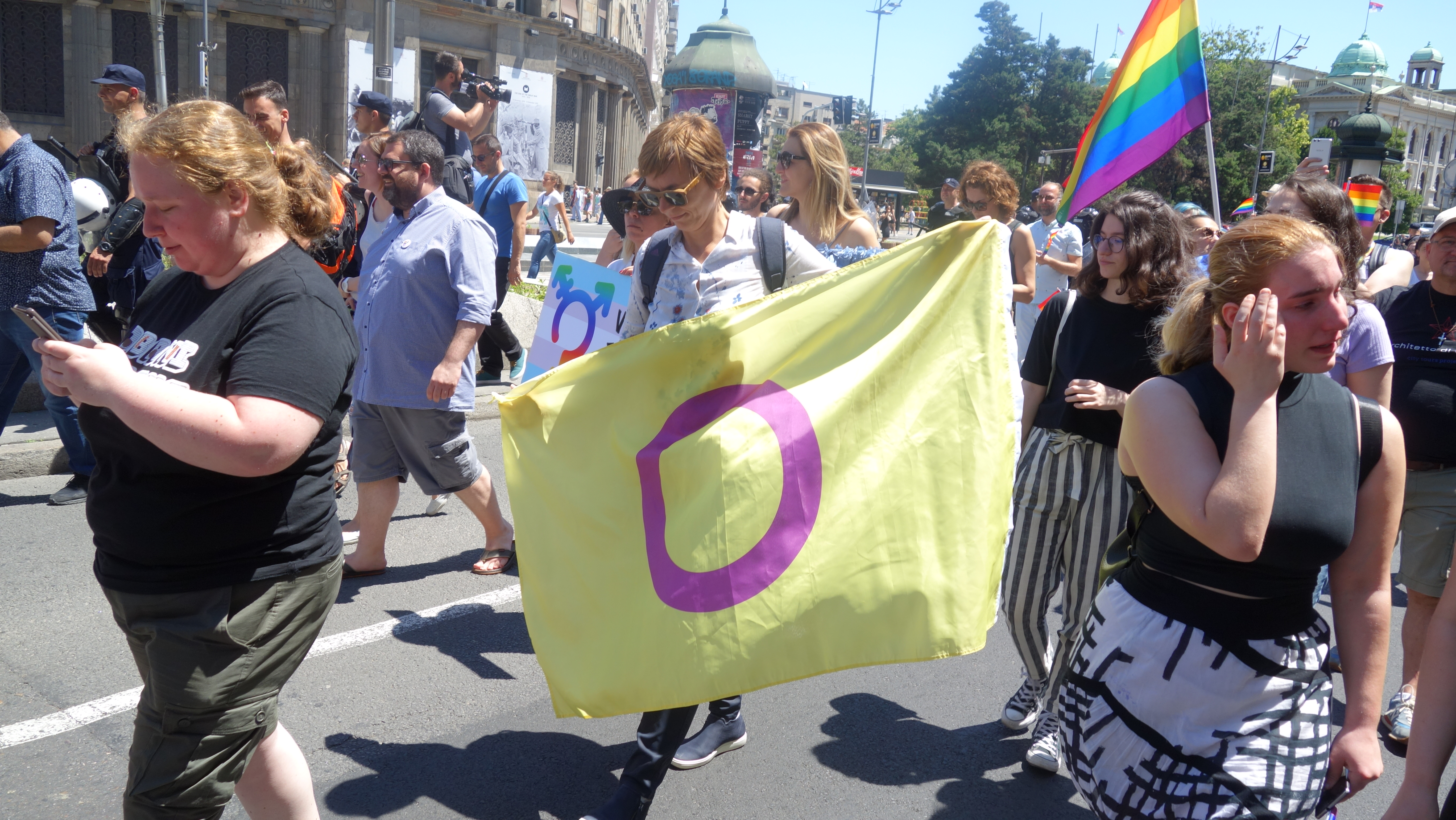
Флаг гордости интерсекс-людей на ЛГБТ-параде в Сербии, 2019 год

Квир-теоретики сосредотачиваются на проблемах классификации людей как мужчин или женщин даже на строго биологической основе. Например, половые хромосомы (X и Y) могут существовать в атипичных сочетаниях (как при синдроме Клинефельтера [XXY]). Это усложняет использование генотипа как средства для определения двух различных полов. Интерсексуальные индивиды могут по различным биологическим причинам иметь особенности, которые в медицинской среде принято считать атипичными. В то время как медицинская литература все больше сосредотачивается на генетике интерсексуальных черт и даже их отборе, некоторые ученые, изучающие культуру, такие как Барбара Рогофф, утверждают, что традиционное различие между биологией и культурой, как независимыми сущностями, чрезмерно упрощено, указывая на способы, которыми биология и культура взаимодействуют друг с другом.

## Особенности физического и ментального развития в контексте квир-теории
Роберт Макрюер утверждает, что работоспособность как характеристика личности воспринимается, скорее, в качестве подсознательного показателя нормальности, чем гетеросексуальности. Макрюер утверждает, что существующая система несовершенна, так как создана для того, чтобы отличать тех, кто является трудоспособным, от тех, кто имеет инвалидность. Это различие было введено в концепцию инвалидности. Следуя той же динамике, подчинение гомосексуальности по отношению к гетеросексуальности заложило основу гомосексуализма.
Макрюер подчеркивает, как пересечение квир-теории и теории инвалидности будет культивировать «критические инвалидные пространства, пересекающиеся с критическими квир-пространствами, которые активисты и ученые сформировали в течение последних десятилетий, в которых мы можем идентифицировать и бросить вызов продолжающейся консолидации гетеросексуальной, трудоспособной гегемонии». Макрюер утверждает, что квир-теория и теория инвалидности приносят пользу друг другу. Функции концепции трудоспособности используются в качестве дополнительного инструмента для укрепления и поддержания концепции гетеросексуальности и гетеронормативности.

## ВИЧ/СПИД и квир-теория
Большая часть квир-теории развилась из ответа на кризис СПИДа, который способствовал обновлению радикального активизма и растущей гомофобии, вызванной общественными реакциями на СПИД. Чтобы изучить влияние ВИЧ / СПИДа на квир-теорию, необходимо рассмотреть способы, с помощью которых статус субъекта или индивида трактуется в биомедицинских дискурсах, которые их конструируют:
1. Сдвиг, произошедший благодаря более безопасному сексуальному образованию с акцентом на сексуальные практики, а не сексуальные идентичности.
2. Постоянное неправомерное определение ВИЧ / СПИДа как гомосексуальной болезни.
3. Гомосексуальность как вид фатальности.
4. Коалиционная политика многих активистов ВИЧ / СПИДа, которая переосмысливает идентичность и поэтому включает в себя не только лесбиянок и геев, но и бисексуалов, транссексуалов, работников секс-бизнеса, людей со СПИДом, работников здравоохранения, а также родителей и друзей геев.
5. Постоянный акцент на оспаривании доминирующих изображений ВИЧ и СПИДа и представление их иначе. Переосмысление традиционных представлений о работе власти в перекрестной борьбе за эпидемиологию, научные исследования.
6. Общественное здравоохранение и иммиграционная политика.

Материальные последствия СПИДа ставят под сомнение многие культурные представления об идентичности, справедливости, желании и знаниях. Таким образом, квир-теория и СПИД становятся взаимосвязанными.

## Феминизм
Российская радикальная феминистка и философ Ольгерта Харитонова критикует квир-теорию за оставление квира в поле патриархата (так как, с её точки зрения, ценности, воспринимающиеся квир-теорией как общечеловеческие, являются патриархальными, мужскими, «андрокси»-ценностями) и за критику патриархата при помощи логики патриархата, за чрезмерное стремление уничтожать понятия, за пренебрежение понятием пола. С её точки зрения, «квир — это отсутствие ярлыка» является неразрешимым логическим парадоксом.